# Antoine Caron

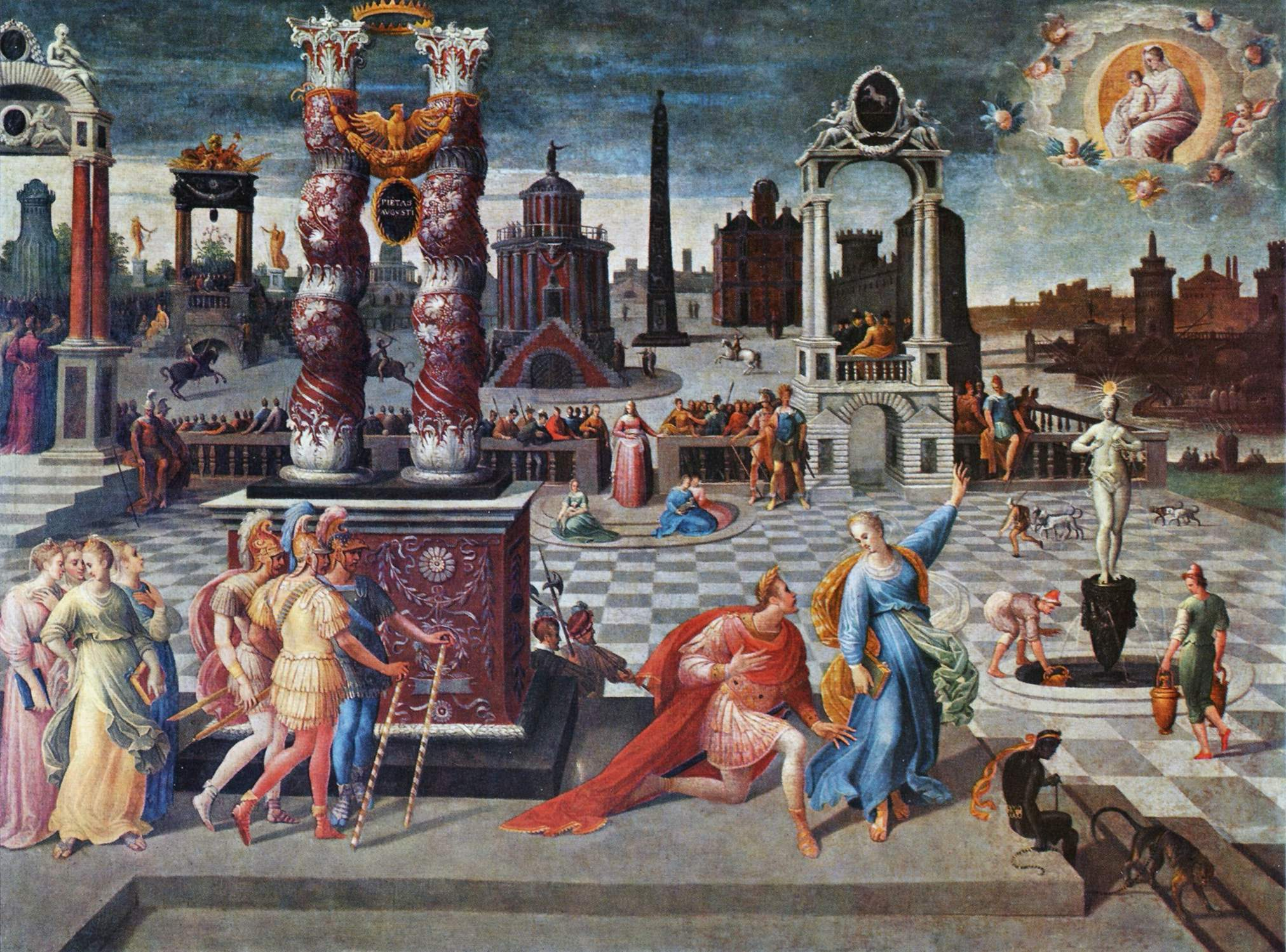
Augustus och sibyllan från Tibur, cirka 1580.

Antoine Caron, född 1521, död 1599, var en fransk målare.
Caron utvecklade utifrån Fontainebleauskolans manierism en elegant hovkonst som brukar beskrivas som dekadent.